# Fővárosi Vízművek
A Fővárosi Vízművek Zrt. a Budapest Főváros Önkormányzata többségi tulajdonában álló ivóvíz-szolgáltató.

## Története

### 1868–1950

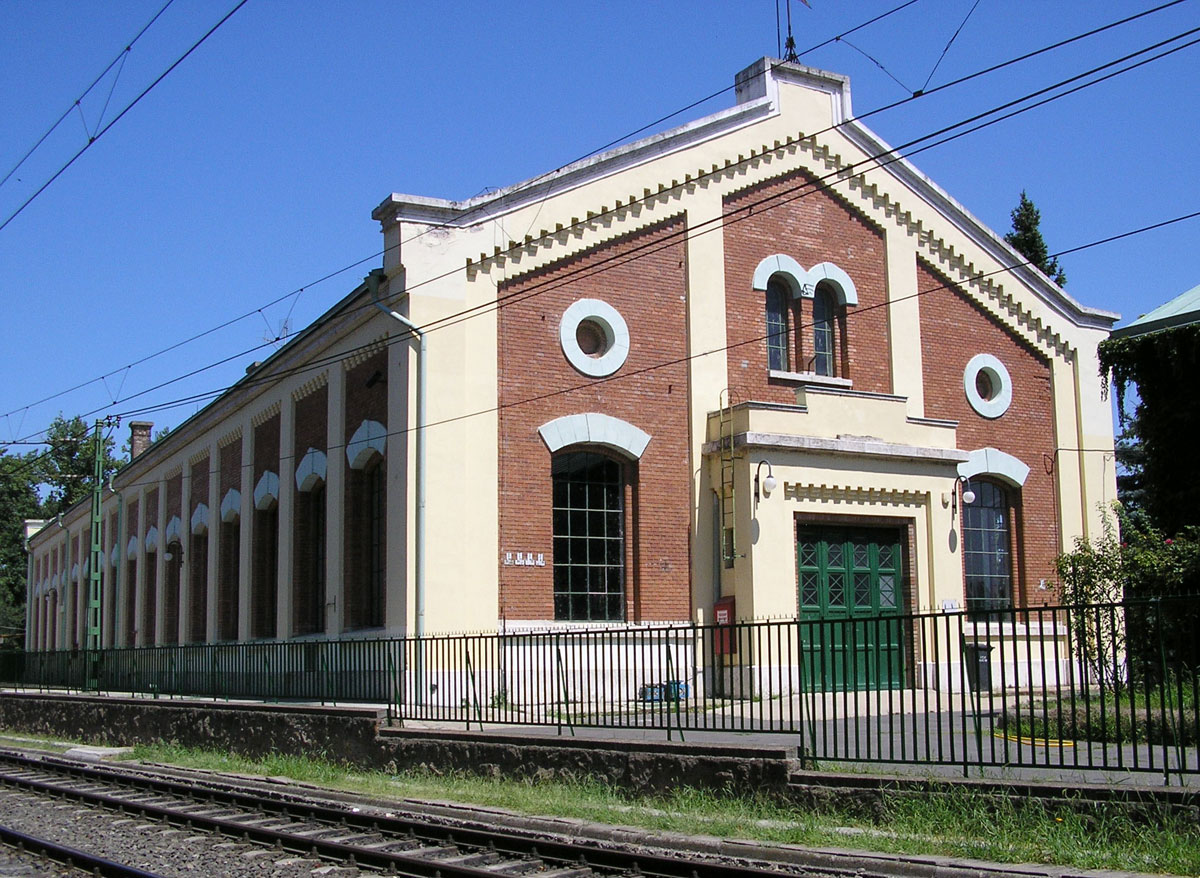
Budaújlaki vízmű

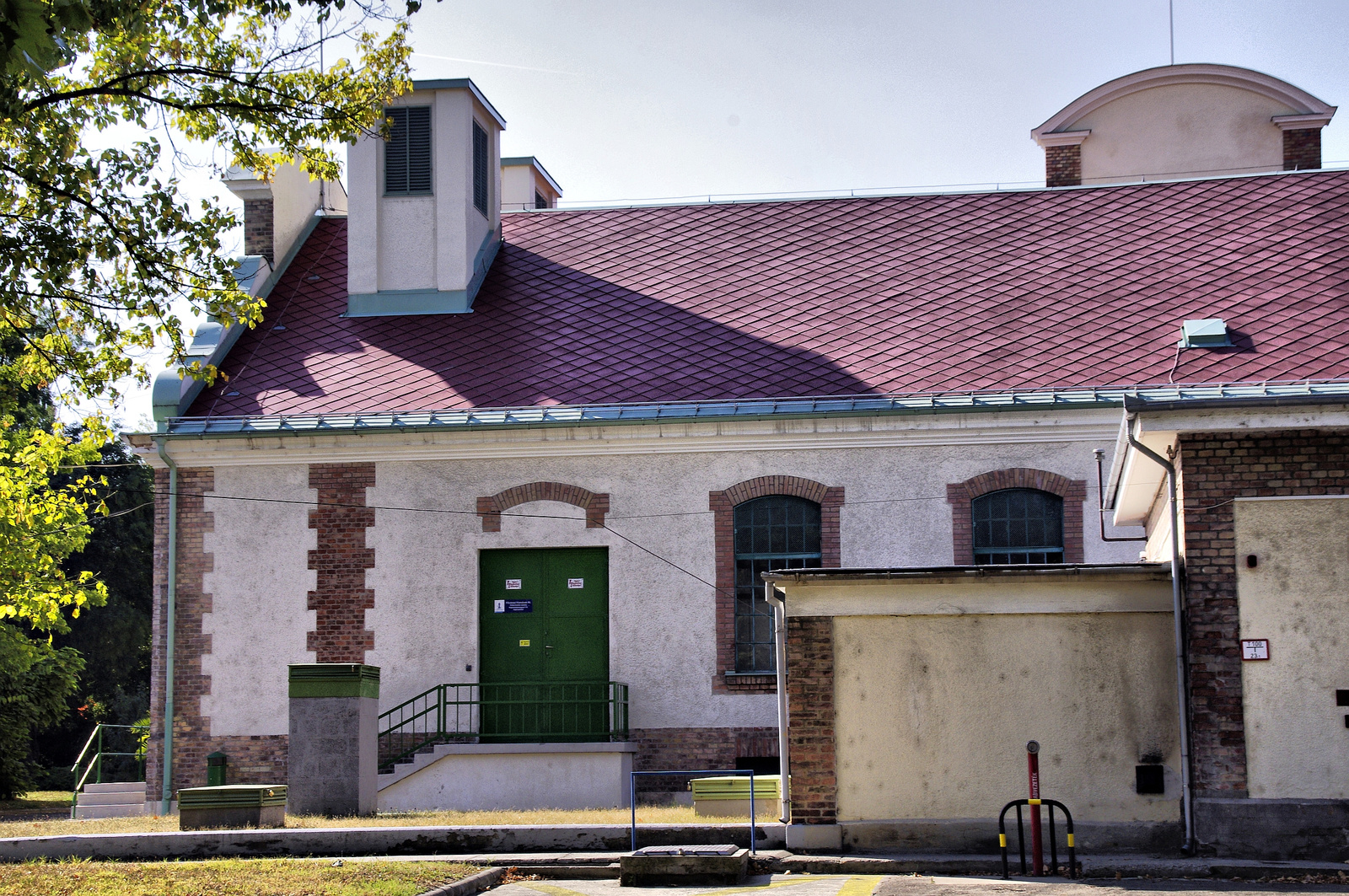
Káposztásmegyeri vízmű

A népesség növekedése és a fertőzött vizek problémája vetette fel a központi ivóvíz-rendszer kiépítésének kérdéskörét a 19. század folyamán. Az 1866-os kolerajárványt követően, a Duna bal partján a Flotillenplatz-on 1868-ben adták át az első pesti ideiglenes vízművet. (A helyére 1885-1904 között épült fel a Kossuth Lajos téri Országház.) 1873-ban Wein János vezetése alatt vízvezetéki igazgatóságot szerveztek, és elkezdődött a második, nagy kapacitású vízmű kiépítésének tervezése. Ez volt a Budaújlaki vízmű, amely 1881-re épült fel, teljesítménye napi 70.000 m3 ivóvíz volt.
Ezt követően, 1883-ban kapcsolták be Óbudát, és a budai hegyvidéket a rendszerbe. Ugyancsak 1883-ban a Margit hídon át összekapcsolták a pesti és a budai vízvezetékrendszert. 1884–1886-ban az első pesti vízművet – az Országház építési munkálatai miatt – a Margit-híd mellé telepítették át. Az 1892-es újabb kolerajárvány felgyorsította a fejlesztéseket, 1893 és 1904 között részben ennek hatására épült fel a Káposztásmegyeri vízmű. Ez utóbbinak kútjai 13 km hosszan helyezkedtek el a Duna északi partján és a környező szigeteken (napi kapacitása 240.000 m3 ivóvíz volt).
Nem sokkal később épült meg a Gellérthegyi víztároló és a Kőbányai vízmű víztoronnyal. Külön vízmű épült Újpesten (Ister Magyar Vízmű Rt.), Csepelen, Budafokon, és Kispesten is. A hálózat a következőképpen fejlődött:
| Év   | Hosszúság | Termelt víz mennyisége évente |
| ---- | --------- | ----------------------------- |
| 1874 | 104,5 km  | 2,2 millió m3                 |
| 1890 | 385 km    | 48 millió m3                  |
| 1925 | 885 km    | 88 millió m3                  |
| 1938 | 1268 km   | napi 300.000 m3               |

Megjegyzendő 1928-tól körülbelül 10 éven át tartó rekonstrukciós munkálatok zajlottak, ennek eredménye volt az 1938-as állapot. A második világháború során jelentős sérülések érték a hálózatot, az 1944-es állapotokat csak 1947-re sikerült helyreállítani. Ennek keretében a peremvárosokat is elkezdték bekapcsolni a rendszerbe.

### 1950-től
Nagy-Budapest létrejötte (1950) idején a következő állapotok jellemezték a vízműhálózatot a peremkerületek fejletlensége miatt:
| Év                                              | A háztartások hálózatba bekapcsolt része |
| ----------------------------------------------- | ---------------------------------------- |
| 1950 előtt (a szűkebb értelemben vett Budapest) | 94%                                      |
| 1950 (Nagy-Budapest)                            | 35%                                      |

A további fejlesztések eredményeként a vízfogyasztás az 1950-es évi 103 millió m3-ről 1970-re évi 243 millió m3-re nőtt. 1970-re már 840 kutat üzemeltetett a Vízművek Budapest és környéke szerte. 1962-ben készült el a Káposztásmegyeri vízmű (az első felszíni vízmű Budapesten), teljesítőképessége napi 150.000 m3 lett. 1982-re épült ki a Szentendrei-sziget, úgynevezett parti szűrésű víztermelési övezete 549 kúttal. Az ezek által kinyert vizet alagutakon és csővezetéken keresztül juttatták el a Békásmegyeri és a Káposztásmegyeri vízművekhez.
A vízszennyeződés fokozódása miatt azonban a fentiekkel ellentétes folyamatok is lezajlottak, amelyek keretében több kutat be kellett zárni (pl. a Palota-szigeten, Budafokon, Nagytétényen, Mátyásföldön). A vízminőséget 1981-től speciálisan erre a célra létrehozott Vízminőségi Bizottság vizsgálta. Az 1970-es évektől több vízmű gépházát újították fel, majd ezt követően nagy méretű vezetékek épültek más vízművek és peremkerületek felé. 1979-ben a Fővárosi Vízművek új üzemvételi központja (XIII. kerület, Váci út 23-27.), mellette 1981-ben 1000 fős munkásszálló és Közműinformációs Iroda, 1982-ben Pestszentlőrincen, 1983-ban a csepeli lakótelepen új víztorony épült.
Fejlesztések keretében új átemelő gépházakat is építettek ebben az időszakban (1973: Rákosszentmihály, 1983: Pestszentlőrinc). A víztároló-medencék építzése is zajlott:
| Év   | Helyszín         |
| ---- | ---------------- |
| 1976 | Rákosszentmihály |
| 1978 | Gellért-hegy     |
| 1979 | Békásmegyer      |
| 1980 | Őrmező           |
| 1981 | Pestszentlőrinc  |

A fejlesztések jelentős eredménye volt, hogy 1986-ra megszűntek a korábban egyes felhasználási helyekre jellemző nyári vízkorlátozások. 1991-től a Fővárosi Vízművek a Budapest Főpolgármesteri Hivatal Közmű Ügyosztályának irányítása és szakfelügyelete alá tartozó, kiemelt kategóriába sorolt állami vállalatként működött tovább.

## Képtár

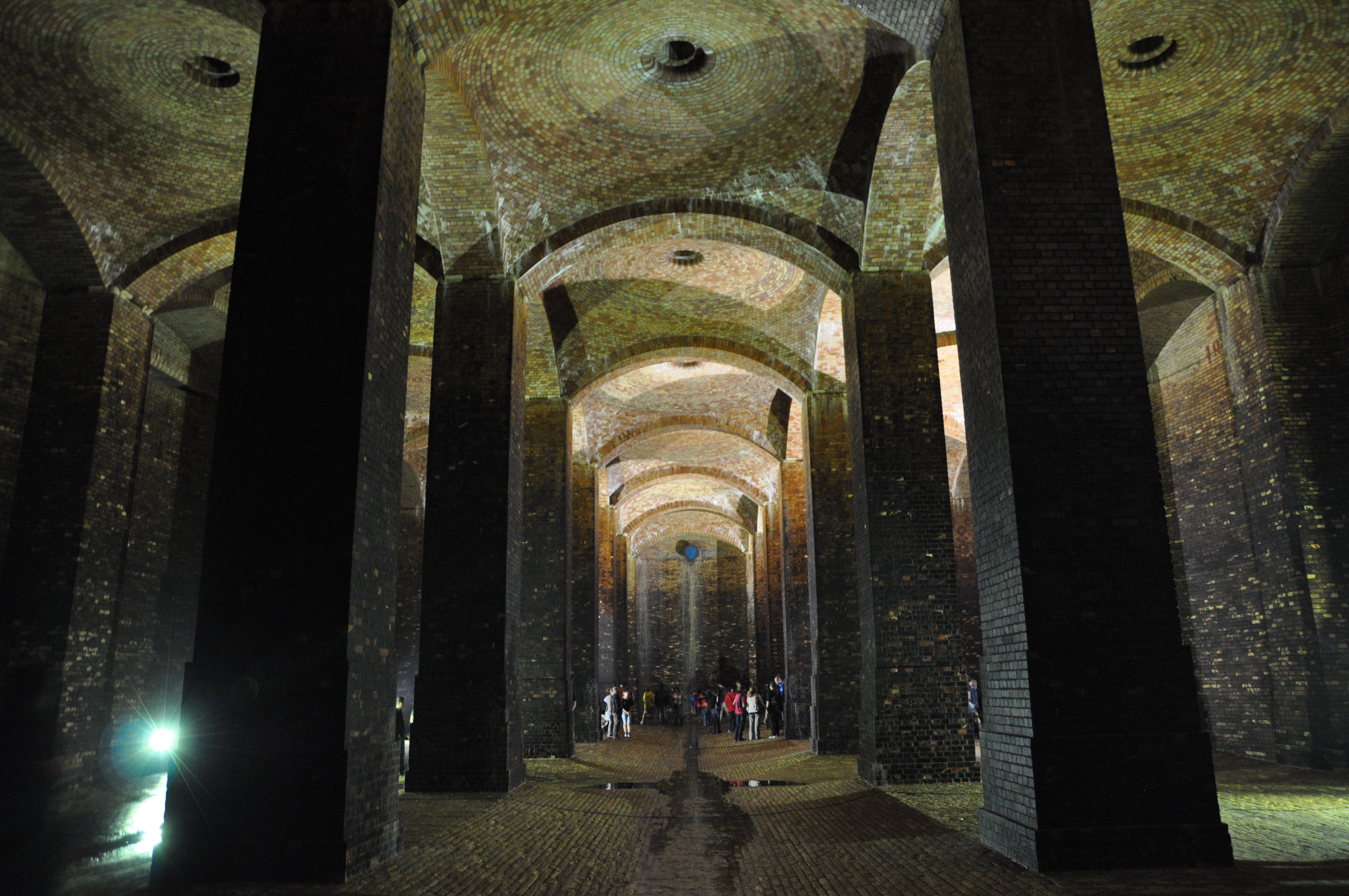
Kőbányai víztározó
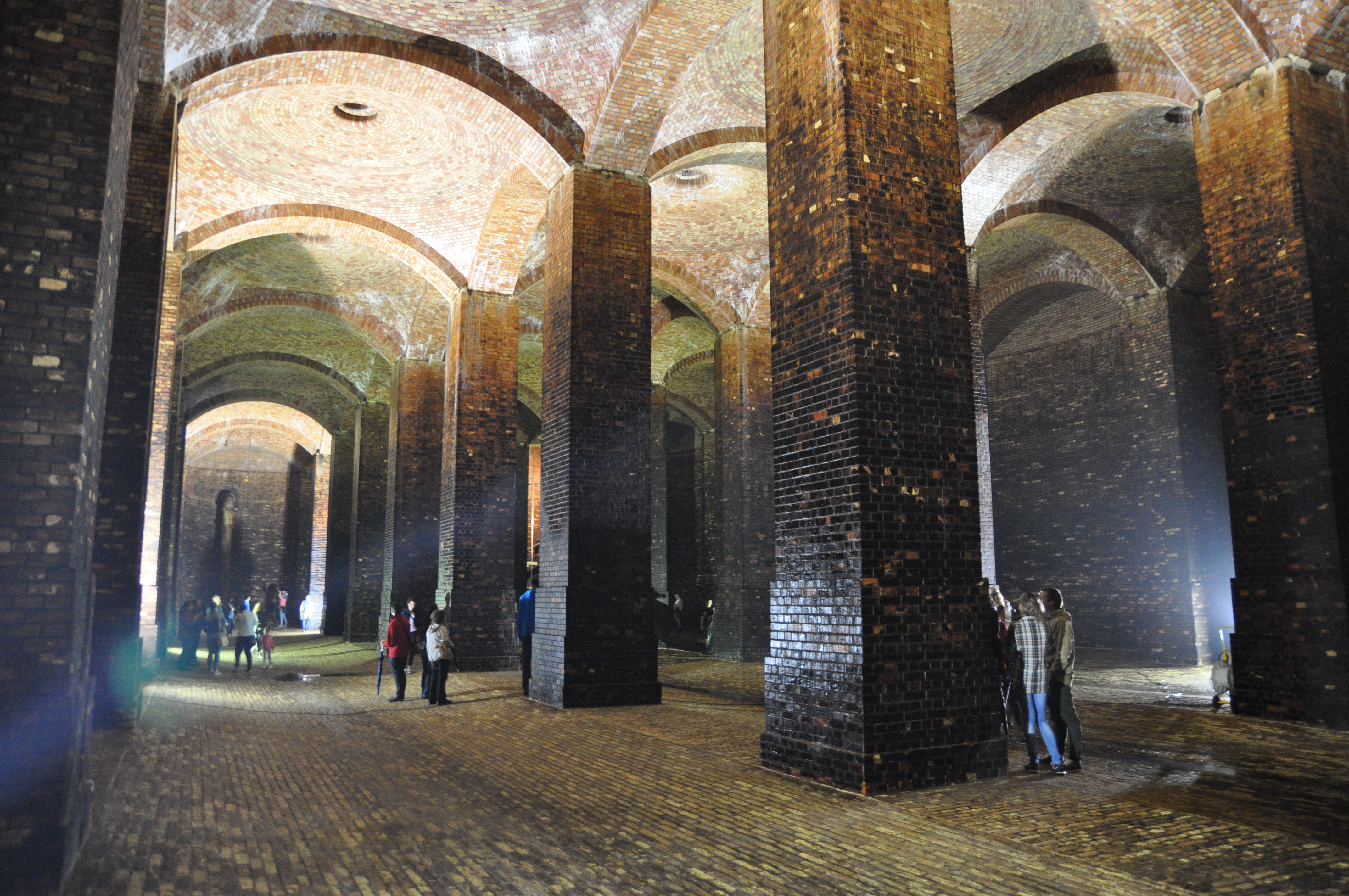
Kőbányai víztározó
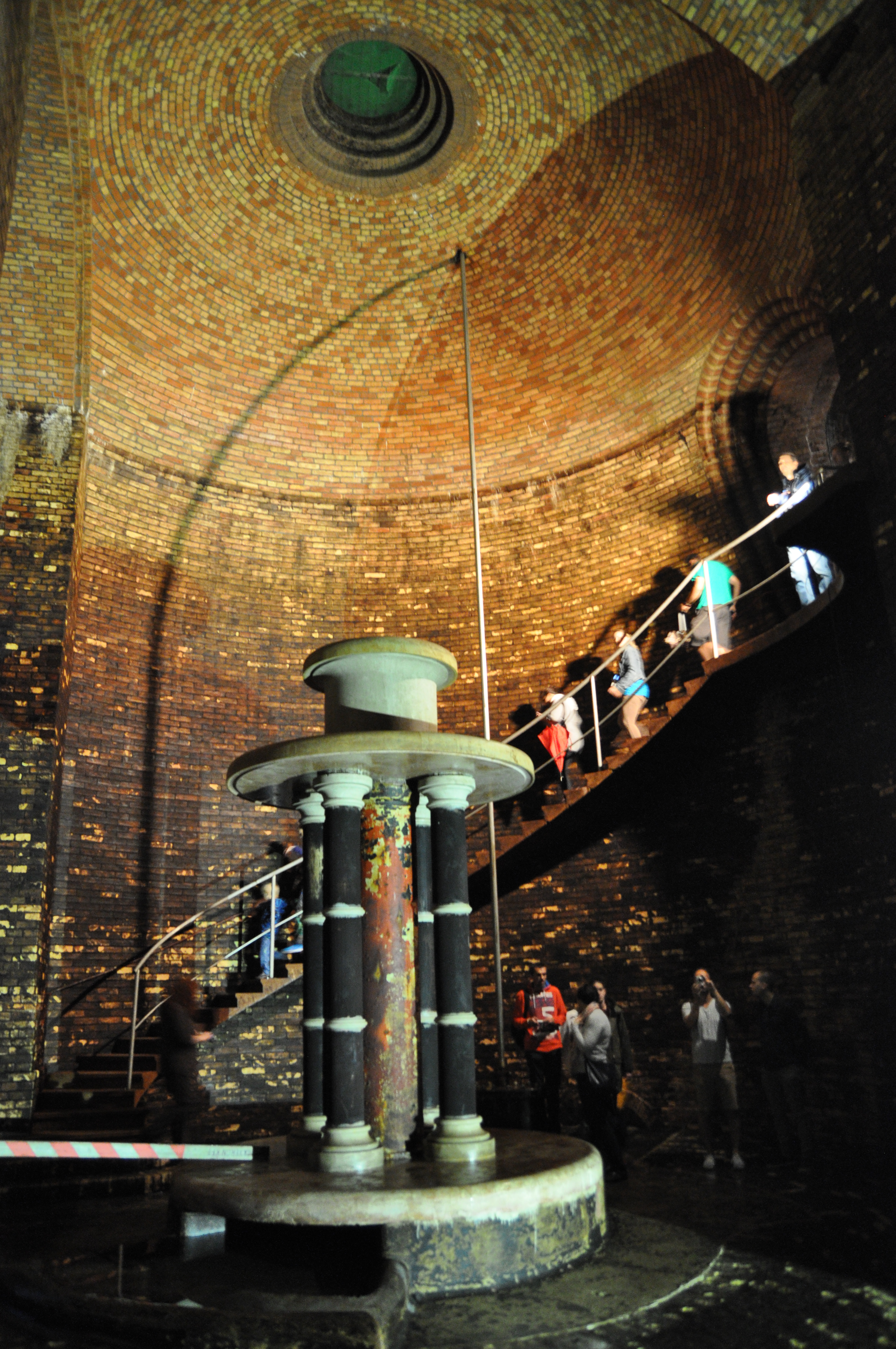
Kőbányai víztározó
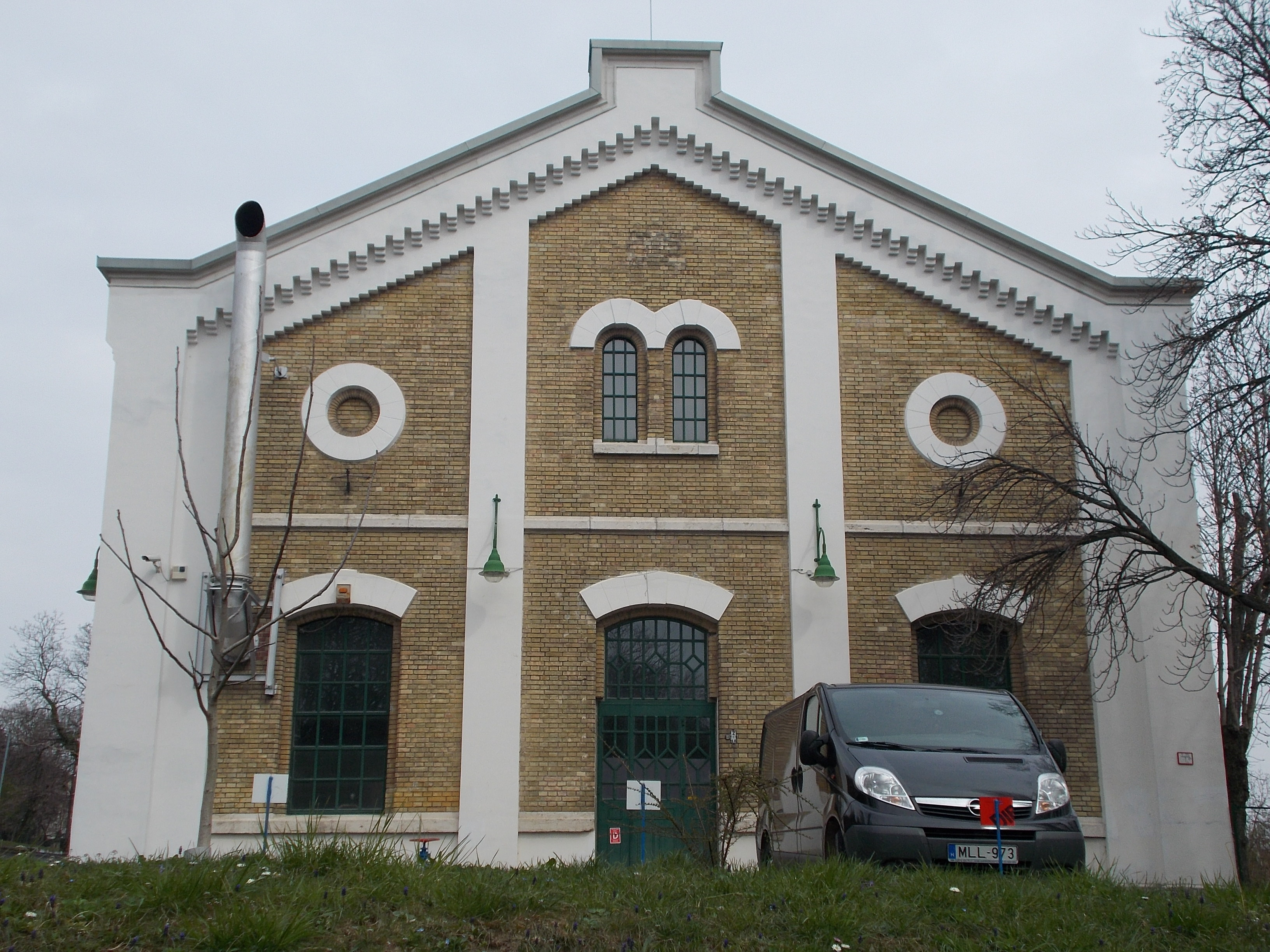
Budaújlaki gépház
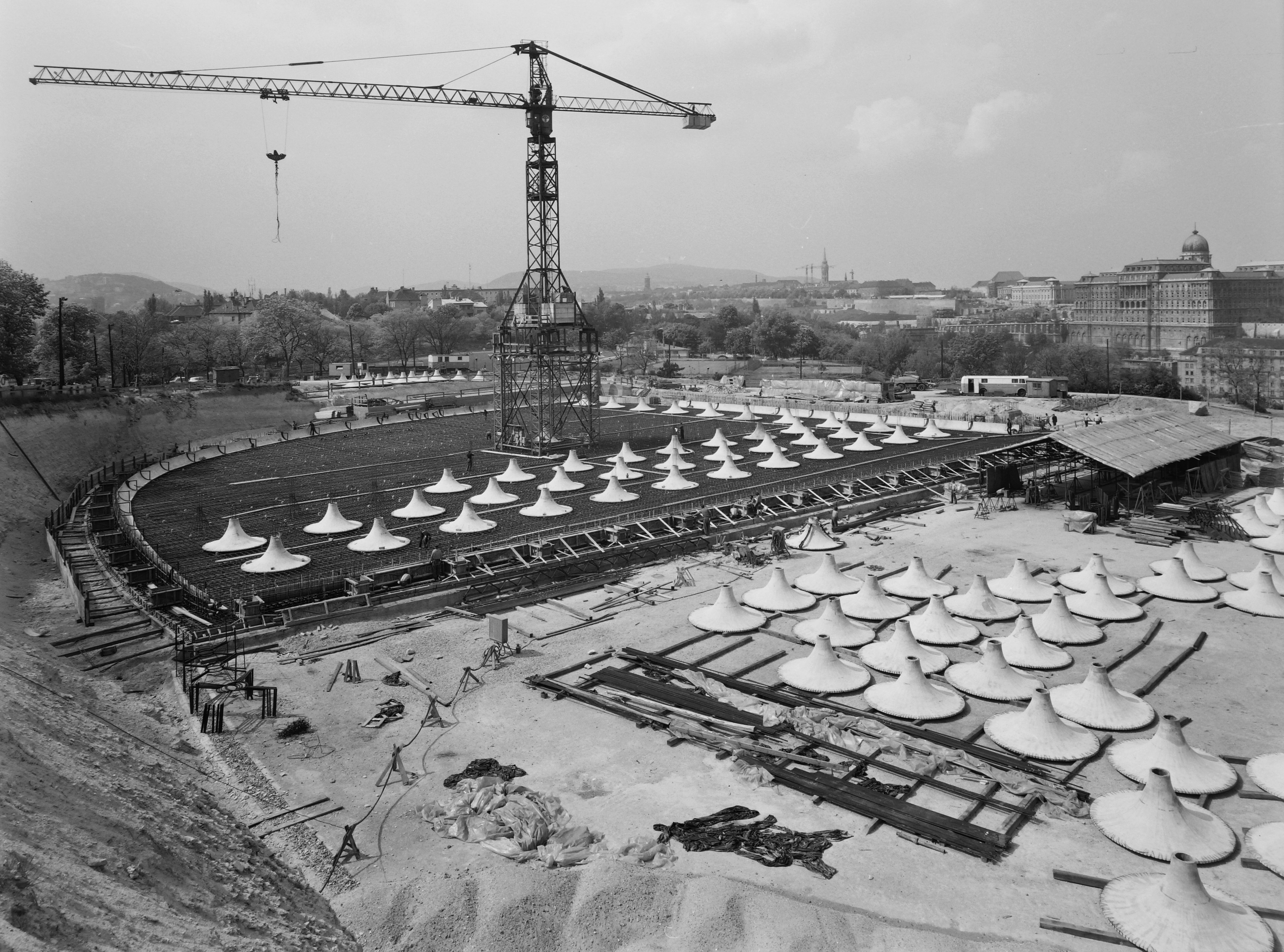
A Gellérthegyi víztározó-medence építése
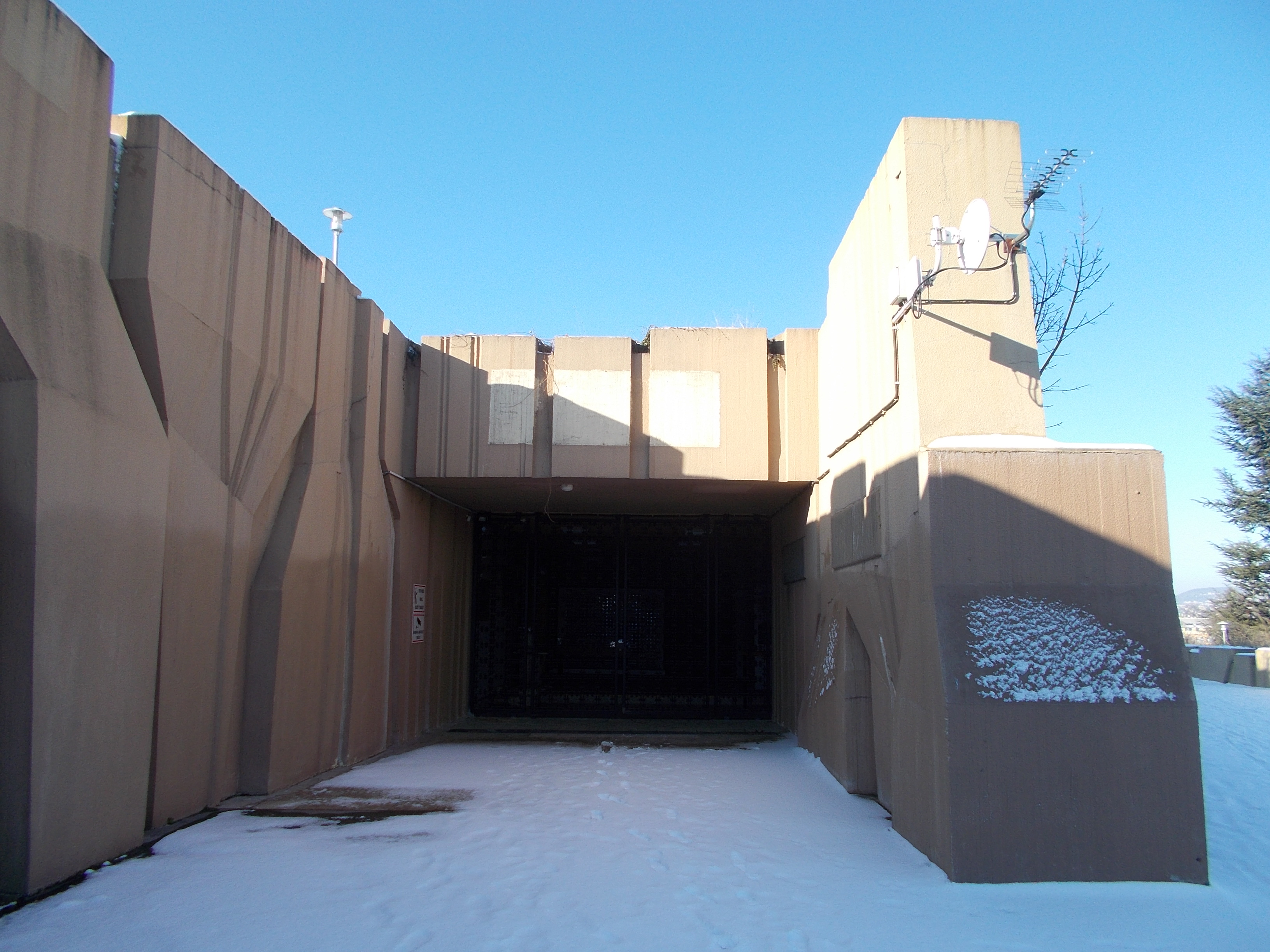
Gellérthegyi víztározó-medence (bejárat)
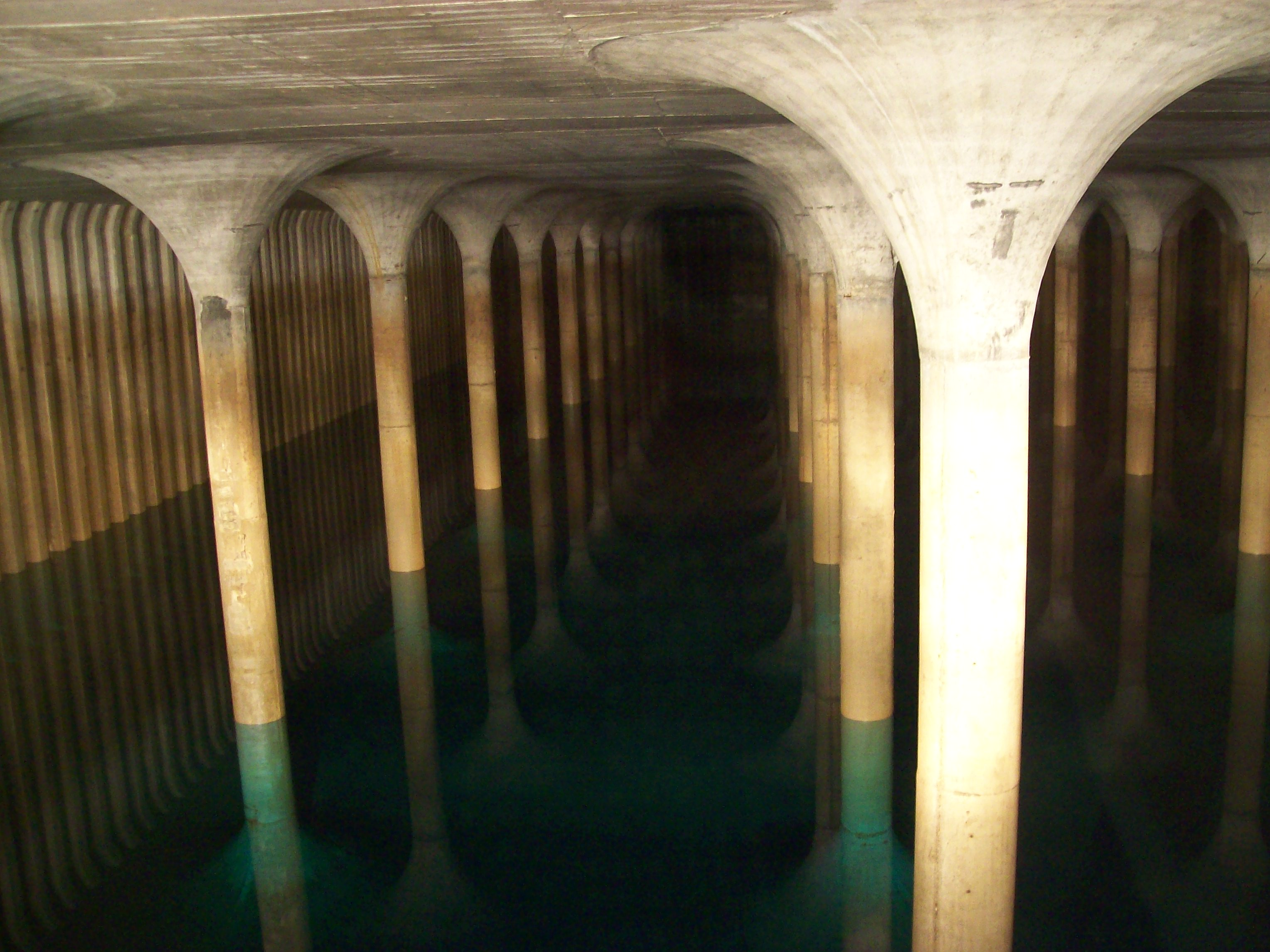
Gellérthegyi víztározó-medence
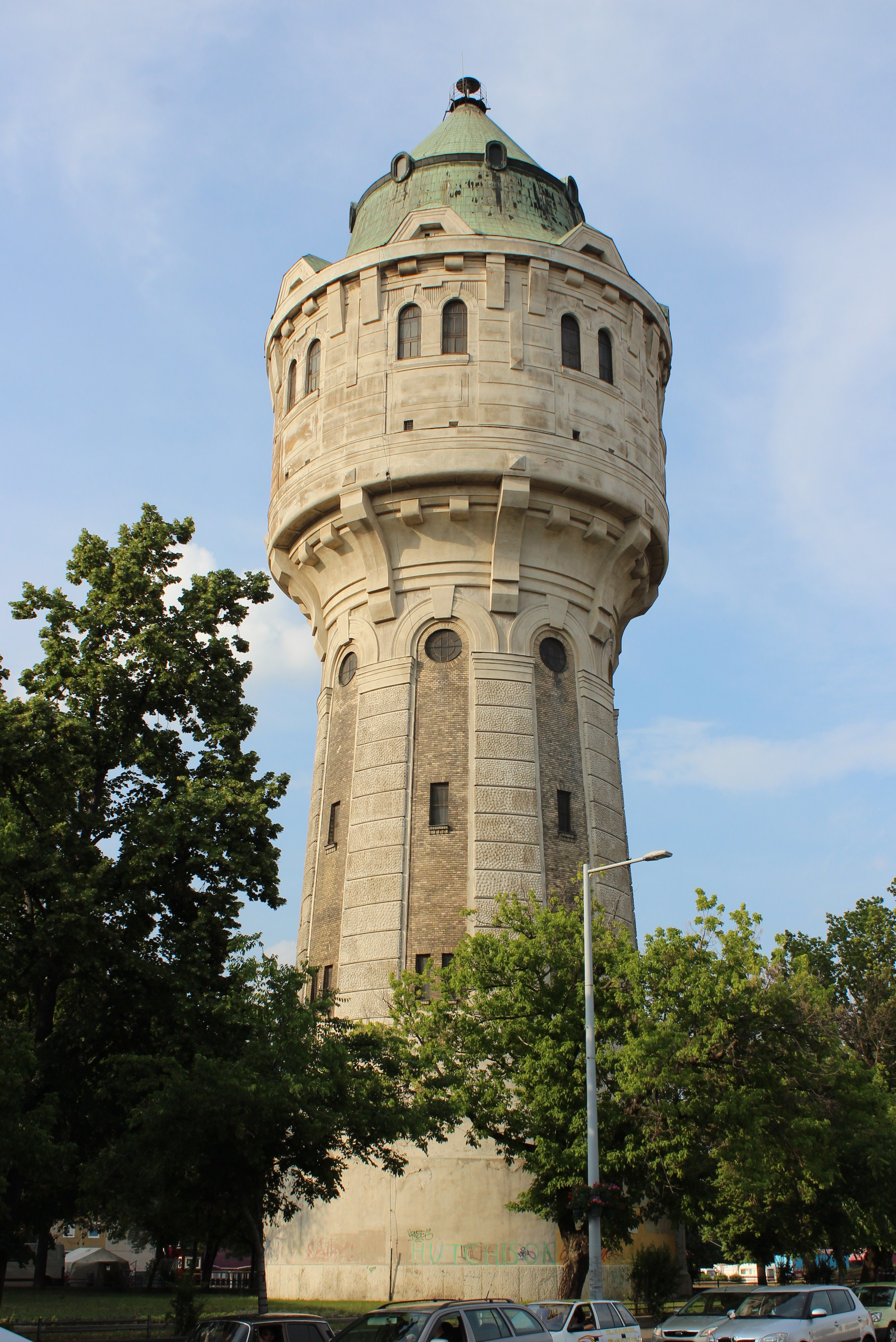
Újpesti víztorony
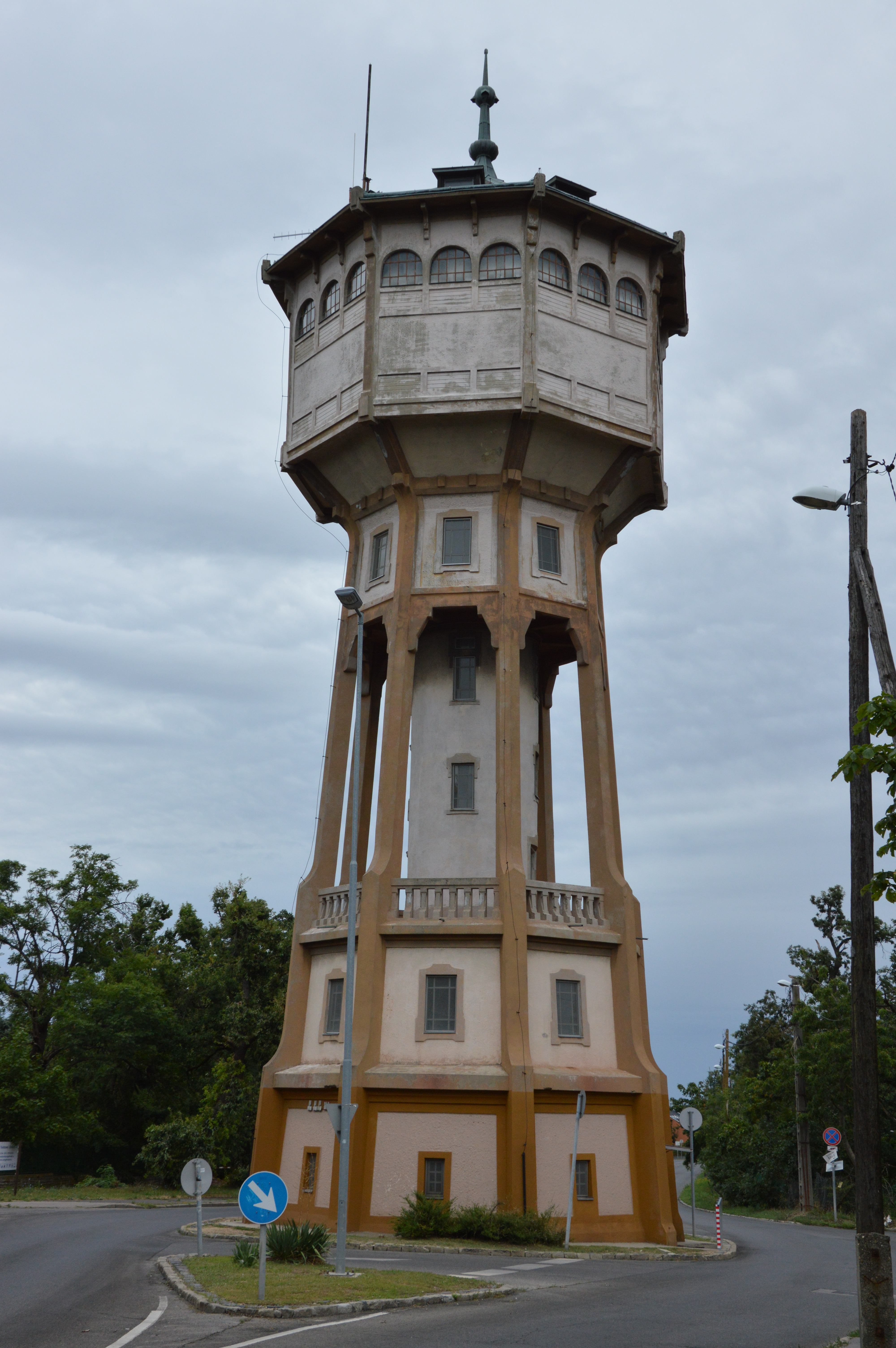
Svábhegyi víztorony
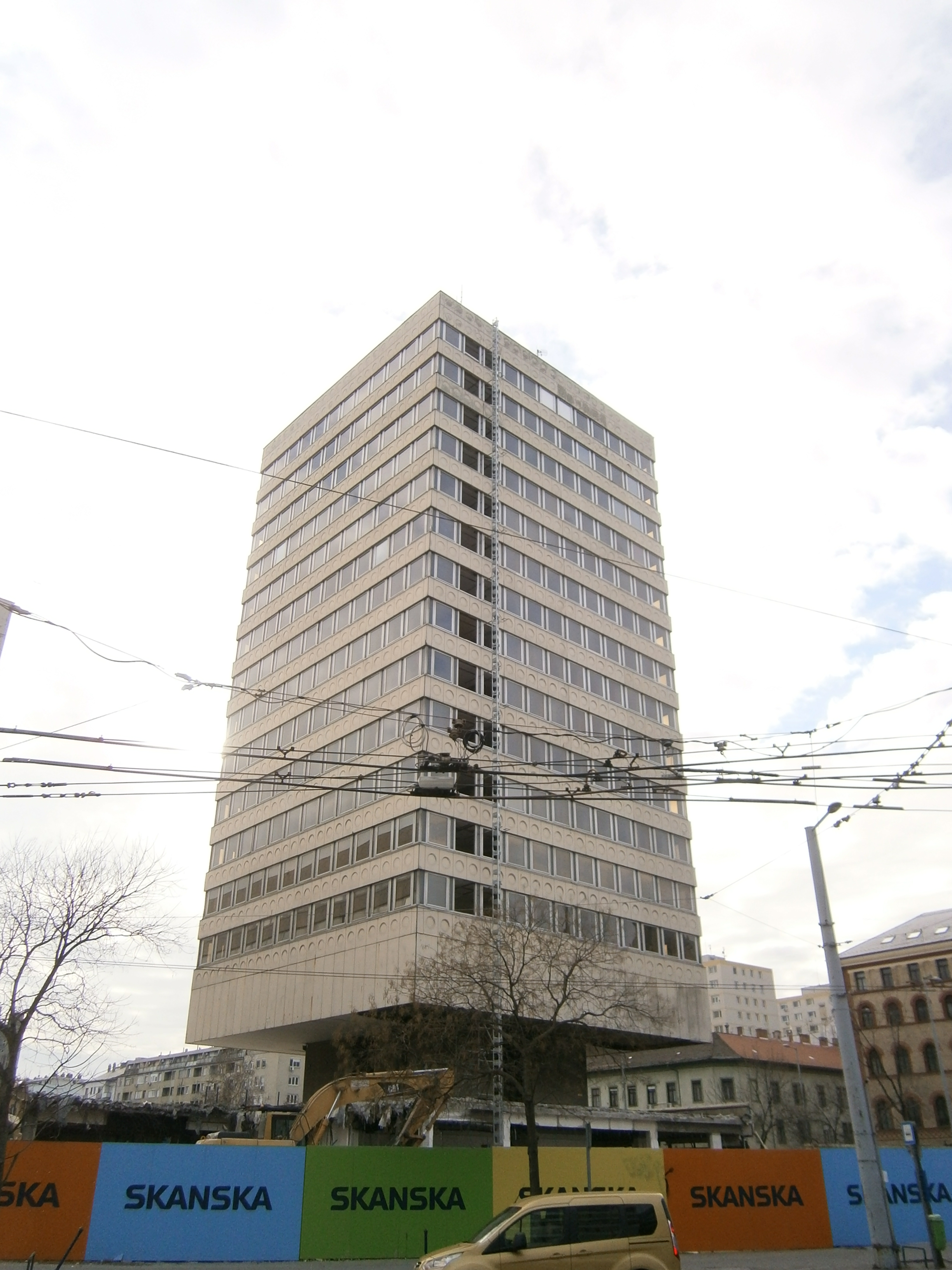
Korábbi Váci úti központ (elbontva)
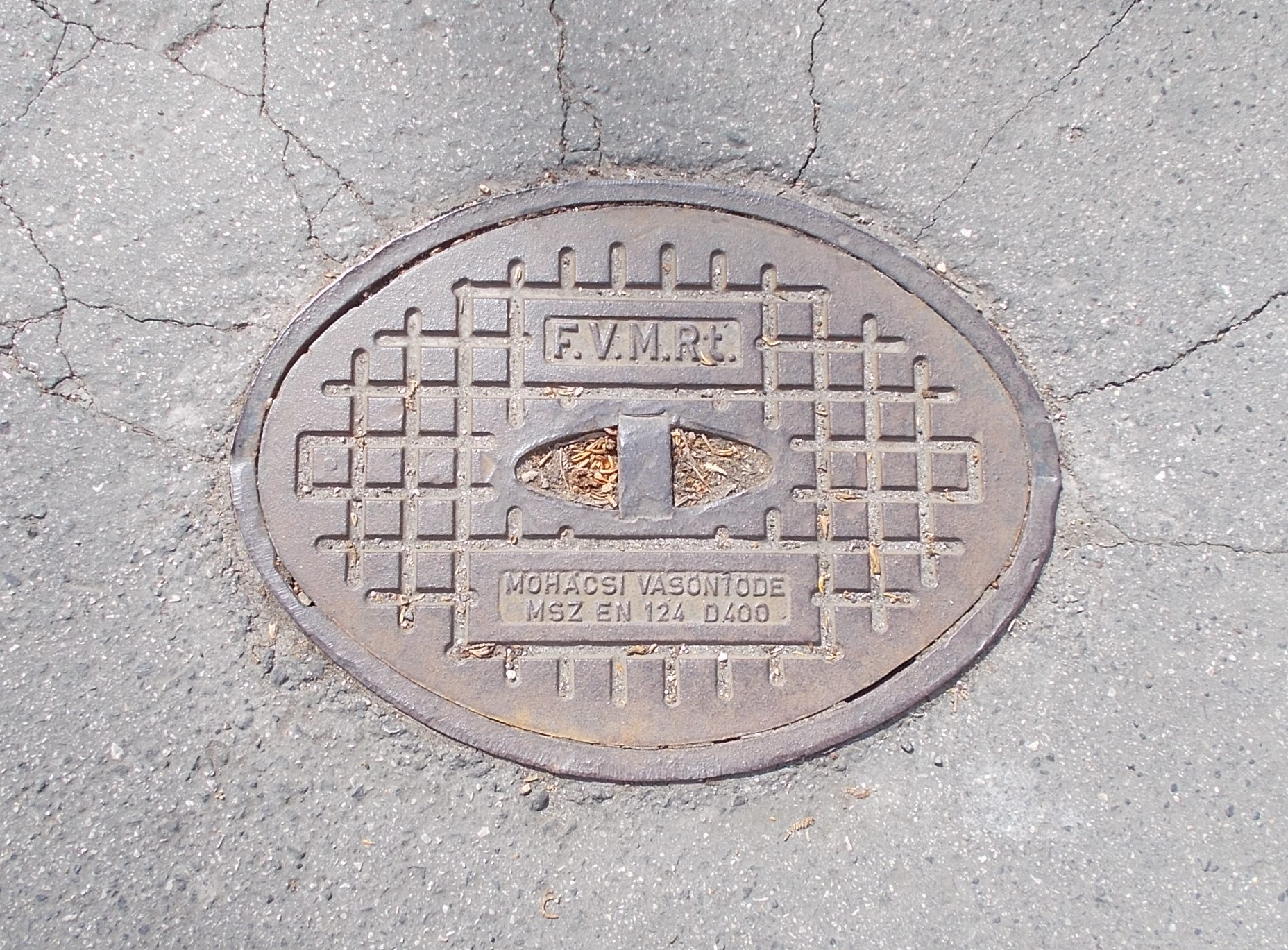
Utcai vízelzáró fedél
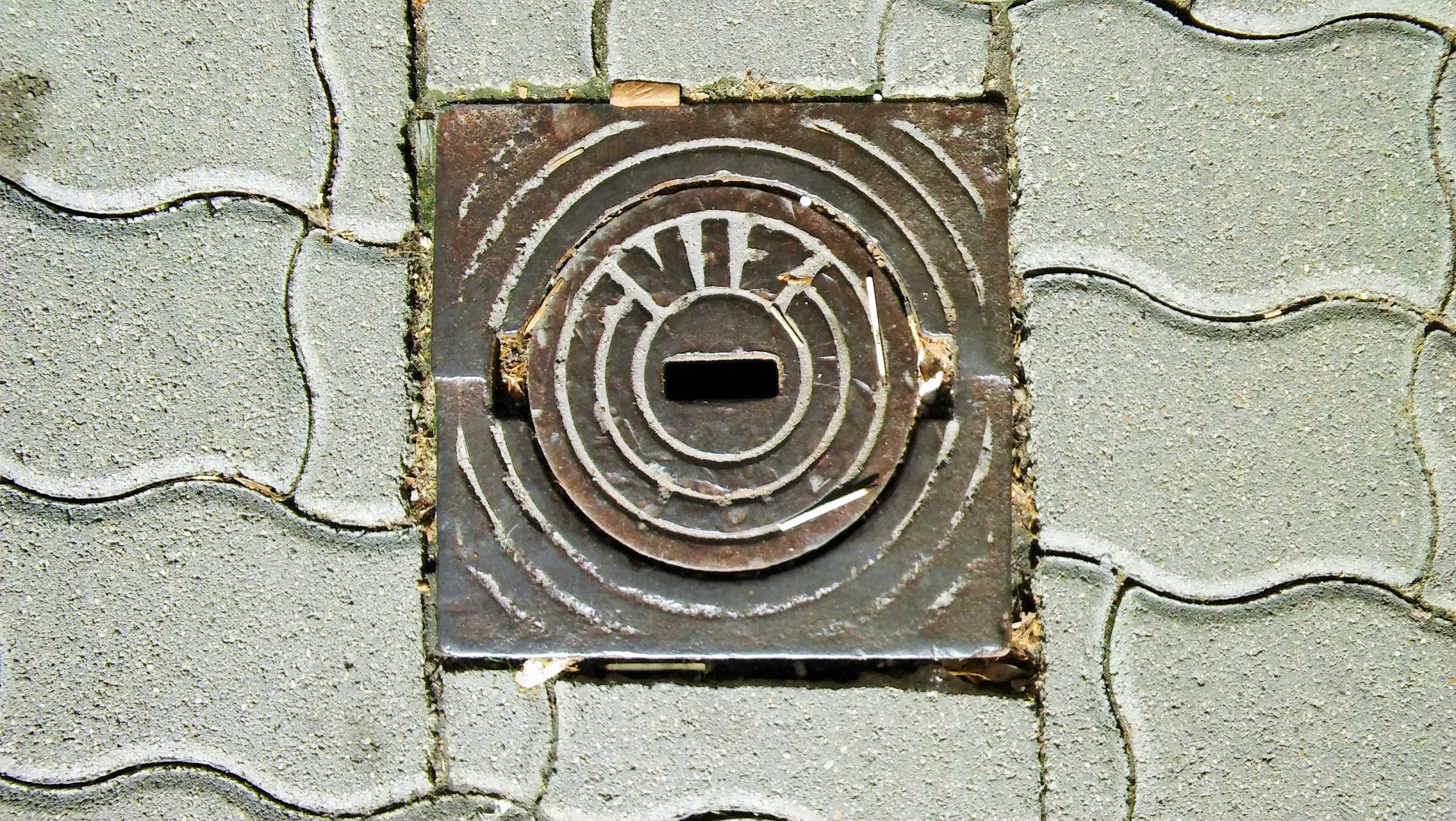
Utcai vízelzáró fedél
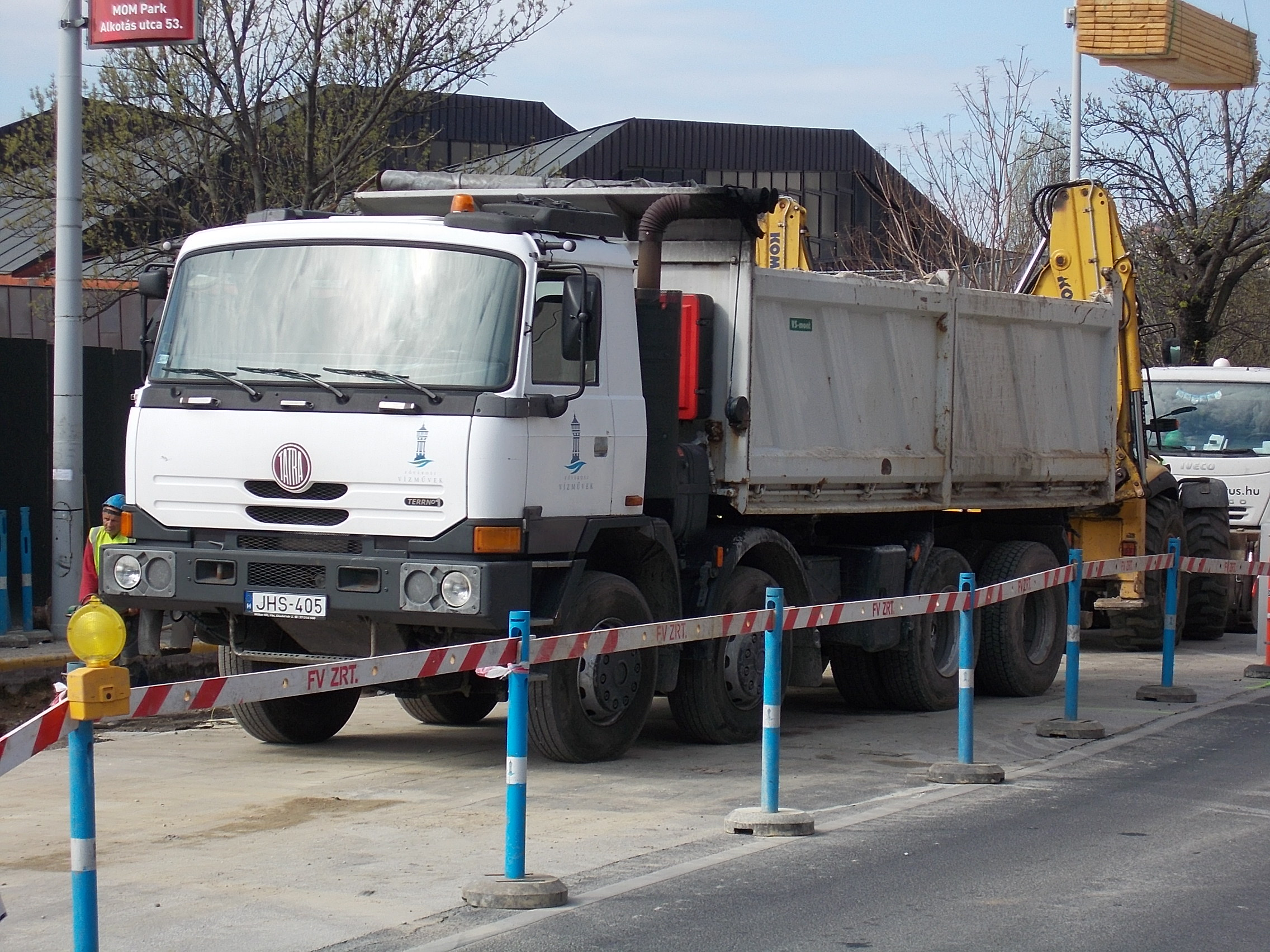
A Vízművek teherautója
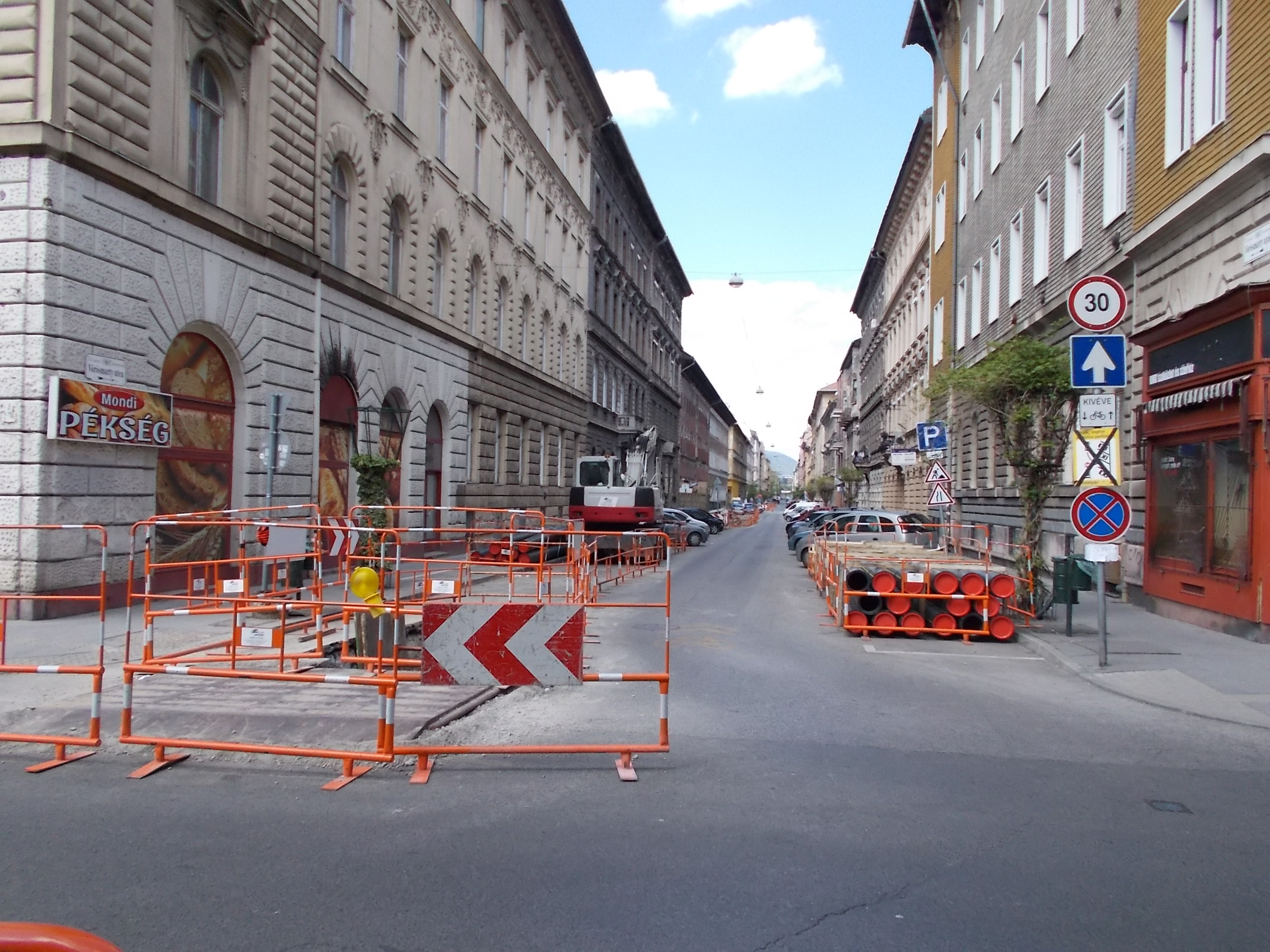
Vízvezetékjavítás
Víztisztítómű, Váci út 121. (elbontva)

## Forrás
- Budapest lexikon II. (L–Z). Főszerk. Berza László. 2., bőv. kiad. Budapest: Akadémiai. 1993.   642–644. o. ISBN 963-05-6411-4

## Egyéb irodalom
- Nagy Lajos: A 100 éves Fővárosi Vízművek, Mezőgazdasági Könyvkiadó Vállalat, Budapest, 1968
- Zarubay Attila: A Fővárosi Vízművek tájékoztatója, Fővárosi Vízművek kiadása, Budapest, 1979
- Zsengellér Zsolt: 60 éves a Fővárosi Vízművek Sportköre, Fővárosi Vízművek kiadása, Budapest, 1984
- Fővárosi Vízművek, Fővárosi Vízművek kiadása, Budapest, 1984
- Csepeli Vízkezelőmű 1994–1996, Fővárosi Vízművek Rt. kiadása, Budapest, 1996
- Winkler Csaba: Vizes séták Pesten és Budán. 130 éves a Fővárosi Vízművek Részvénytársaság, Fővárosi Vízművek Rt. kiadása, Budapest, 1998
- Rajtad is múlik! Vizeink tisztasága, Fővárosi Vízművek kiadása, Budapest, 2008
- Fővárosi Vízművek Részvénytársaság, Fővárosi Vízművek Rt. kiadása, Budapest, é. n. [1990-es évek?]

## Egyéb internetes hivatkozások
- Százötven éves a budapesti Vízművek (pestbuda.hu, 2018. márc. 9.)
- Wein János, a „parti szűrés atyja” (hegyvidekujsag.hu, 2022. máj. 3.)